# Nesciothemis nigeriensis
Nesciothemis nigeriensis là loài chuồn chuồn trong họ Libellulidae. Loài này được Gambles mô tả khoa học đầu tiên năm 1966.